# محسن هادوی
محسن هادوی (۱۳۰۷-۱۴۰۱) عضو هیئت مدیره کانون وکلا، عضو حقوق دان و قایم مقام دبیر شورای نگهبان نگهبان بود.

## تحصیلات و فعالیت‌های حقوقی
محسن هادوی دارای دکترای حقوق و عضو هیئت مدیره کانون وکلا بود که در زمان انقلاب از سوی شورای عالی قضائی به عنوان کاندیدای عضویت در شورای نگهبان به اولین دوره مجلس شورای اسلامی معرفی می‌شود و پس از کسب رای اعتماد اولین دوره مجلس شورای اسلامی تا سال ۱۳۶۲ به عنوان عضو شورای نگهبان و قایم مقام دبیر شورا فعالیت می‌کند.